# マヒンドラ・クアント
クアント (QUANTO)は、マヒンドラ&マヒンドラが製造・販売していた自動車である。

## 概要
2012年秋に販売を開始した。
2017年からは「ヌーヴォ・スポーツ」と名称を変更した。